# Tunas Mudo
Tunas Mudo is een bestuurslaag in het regentschap Muaro Jambi van de provincie Jambi, Indonesië. Tunas Mudo telt 1400 inwoners (volkstelling 2010).